# Tragocephala jucunda
Tragocephala jucunda es una especie de escarabajo longicornio del género Tragocephala, subfamilia Lamiinae. Fue descrita científicamente por Gory en 1835.
Se distribuye por Madagascar. Posee una longitud corporal de 18-38 milímetros. El período de vuelo de esta especie ocurre en los meses de enero y febrero.